# 勒埃龙
勒埃龙（法語：Le Héron，法語發音：[lə eʁɔ̃]）是法国滨海塞纳省的一个市镇，属于迪耶普区。

## 地理
勒埃龙（49°29'19"N, 1°23'58"E）面积10.72 平方千米，位于法国诺曼底大区滨海塞纳省，该省份为法国北部沿海省份，其西部及北部濒大西洋英吉利海峡，东起顺时针与索姆省、瓦兹省、厄尔省和卡爾瓦多斯省接壤。
与勒埃龙接壤的市镇（或旧市镇、城区）包括：布瓦赛、拉沙佩勒圣旺、昂代勒河畔克鲁瓦西、昂代勒河畔埃尔伯夫、圣艾尼昂叙里、布赖地区锡日、圣吕西安。

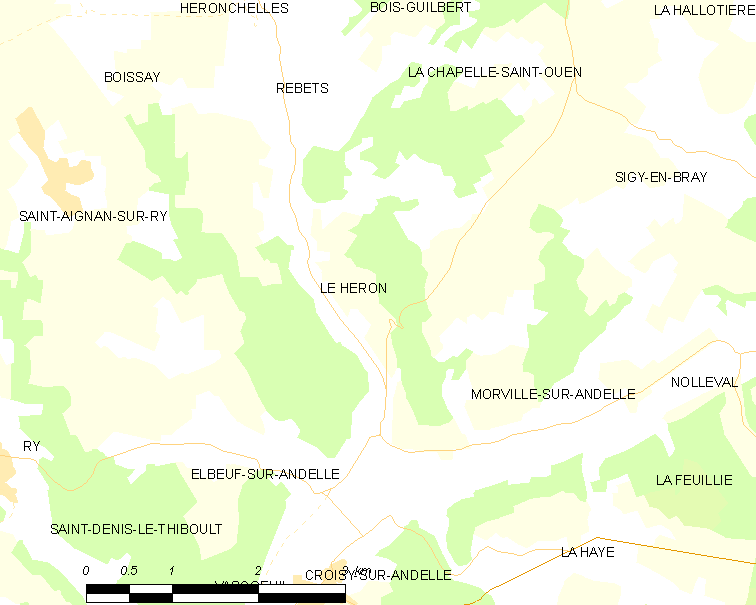
勒埃龙的OSM定位图

勒埃龙的时区为UTC+01:00、UTC+02:00（夏令时）。

## 行政
勒埃龙的邮政编码为76780，INSEE市镇编码为76358。

## 政治
勒埃龙所属的省级选区为布赖地区古尔奈县。

## 人口

1962-2008年间勒埃龙人口变化图示

勒埃龙于2022年1月1日时的人口数量为250人。